# Pettoncourt
Pettoncourt – miejscowość i gmina we Francji, w regionie Grand Est, w departamencie Mozela.
Według danych na rok 1990 gminę zamieszkiwało 255 osób, a gęstość zaludnienia wynosiła 52 osoby/km² (wśród 2335 gmin Lotaryngii Pettoncourt plasuje się na 792. miejscu pod względem liczby ludności, natomiast pod względem powierzchni na miejscu 1019.).